# Église d'Ylivieska
L'église d'Ylivieska (en finnois : Ylivieskan kirkko) est une église située à Ylivieska en Finlande,.

## Description
L'édifice conçu par Pekka Raudaskoski est construit en 1786.
Julius Basilier lui donne durant les rénovations de 1892 son style néo-gothique. 
Le retable représentant la Crucifixion est peint en 1897 par Sigurd Wettenhovi-Aspa.
L'édifice est construit au bord du lac Kalajoki et est entouré par un ancien cimetière.
Le mémorial du carré militaire intitulé le soldat mourant est sculpté par Johannes Haapasalo en 1948.
L'église est entièrement détruite par un incendie volontaire le 26 mars 2016. La police arrête le soir même un individu qui avoue être l'incendiaire dès le début de l'interrogatoire,.